# Крисчън Слейтър
Крисчън Слейтър (на английски: Christian Slater) е американски актьор. 

## Биография
Започва кариерата си на Бродуей през 1980 година. Дебютът му в киното е през 1985 година с филма „Легендата за Били Джийн“ (The Legend of Billie Jean). През 2000 г. сключва брак с Райън Хадън, двамата имат две деца. Разделят се през 2005 година. Крисчън прекарва част от времето си в Ню Йорк и част в Лос Анджелис, има къща и в Лондон. През 2007 година заявява, че все още е влюбен в Уинона Райдър.

## Избрана филмография
| Година | Филм                               | Оригинално заглавие                         | Роля                 | Режисьор            |
| ------ | ---------------------------------- | ------------------------------------------- | -------------------- | ------------------- |
| 1986   | Името на розата                    | Il nome della rosa                          | Адсон от Мелк        | Жан-Жак Ано         |
| 1988   | Мечтата на Тъкър                   | Tucker: The Man and His Dream               | Престън Тъкър-младши | Франсис Форд Копола |
| 1991   | Робин Худ: Принцът на разбойниците | Robin Hood: Prince of Thieves               | Уил Скарлет          | Кевин Рейнолдс      |
| 1993   | Истински романс                    | True Romance                                | Кларънс Уорли        | Тони Скот           |
| 1994   | Интервю с вампир                   | Interview with the Vampire                  | Дениъл Малой         | Нийл Джордан        |
| 1997   | Остин Пауърс                       | Austin Powers: International Man of Mystery | хипнотизиран гард    | Джей Роуч           |
| 2006   | Боби                               | Bobby                                       | Тимънс               | Емилио Естевес      |
| 2012   | Куршум в главата                   | Bullet to the Head                          | Маркъс Баптист       | Уолтър Хил          |
| 2013   | Нимфоманка                         | Nymphomaniac                                | бащата на Джо        | Ларс фон Триер      |